# 古里愛
古里 愛（ふるさと あい、2011年8月28日 - ）は、日本のジャズピアニスト。
2024年1月に行われたバークリー音楽大学のオーデイション（神奈川県の某音楽大学会場）を受験し世界最年少の12歳で合格して現在に至っている。

## 経歴
2022年7月ニューヨークの老舗ジャズ・クラブの『Smalls』でのセッションに10歳で参加しYouTubeで250万回再生をされた。2025年1月、 一時帰国しブルー・ノート・プレイス（BNP）で公演を4回するなど活動をスタートしている。2024年8月、『めざまし8』（フジテレビ）にゲスト出演した。
埼玉県狭山市生まれ。その後、東京都町田市に転居。3歳からピアノを始める。ジャズピアニストでヴォーカリストの母・古里智子の影響を受け、9歳から国立音楽院（くにたちおんがくいん）でジャズピアノを専攻。10歳の時、バークリー音楽大学のサマースクールに参加し、教授から「高校さえ卒業すれば、うちのバークリーに入れるよ」と言われ、励まされたという。
NYの『Smalls』行われたジャズセッションに参加し、『Passion Dance』を演奏、YouTubeで250万回再生される。帰国後、東京インターハイスクールに入学。わずか2年で通信高校を卒業した努力の結果、2024年8月24日、世界最年少の正規奨学生としてバークリー音楽大学に入学。